# Petar Trbojević
Petar Trbojević (Петар Трбојевић, ur. 9 września 1973) – serbski piłkarz wodny. Dwukrotny medalista olimpijski.
Brał udział w trzech igrzyskach. W barwach Federalnej Republiki Jugosławii brał udział w igrzyskach w 1996 (ósme miejsce) i 2000 roku (brązowy medal). Był brązowym (1998) i srebrnym (2001) medalistą mistrzostw świata. Stawał na podium mistrzostw Europy, zdobywając srebro w 1997 i złoto w 2001. Jako reprezentant Serbii i Czarnogóry zdobył srebro igrzysk w 2004, był również złotym medalistą mistrzostw świata w 2005. W barwach Serbii został mistrzem Europy w 2006.